# دتویلر
دتویلر (به فرانسوی: Dettwiller) یک کمون (فرانسه) در فرانسه است که در Unterelsaß واقع شده‌است. دتویلر ۱۰٫۷۷ کیلومتر مربع مساحت دارد ۱۷۰ متر بالاتر از سطح دریا واقع شده‌است.